# کالوچینگا
کالوچینگا (به لاتین: Calucinga) یک منطقهٔ مسکونی در آنگولا است که در آندولو، آنگولا واقع شده‌است. کالوچینگا ۴٬۵۰۰ کیلومتر مربع مساحت و ۷۳٬۸۷۲ نفر جمعیت دارد.